# Юридичний ризик
Юриди́чний ри́зик — це наявний або потенційний ризик для надходжень та капіталу, який виникає через порушення або недотримання банком вимог законів, нормативно-правових актів, угод, прийнятої практики або етичних норм, а також через можливість двозначного їх тлумачення.

## Джерело ризику
Банківські установи наражаються на юридичний ризик через те, що мають відносини з великою кількістю зацікавлених сторін, наприклад, клієнтами, контрагентами, посередниками тощо, органами нагляду, податковими та іншими уповноваженими органами.

## Наслідки
Юридичний ризик може призвести до сплати штрафних санкцій та адміністративних стягнень, необхідності грошового відшкодування збитків, погіршення репутації, погіршення позицій банку на ринку, звуження можливостей для розвитку і зменшення можливостей правового забезпечення виконання угод.